# La Princesse cygne
La Princesse cygne est un tableau de Mikhaïl Vroubel, représentant un personnage féminin de l'opéra de Rimsky-Korsakov : Le Conte du tsar Saltan (suivant le poème éponyme d'Alexandre Pouchkine).

## Histoire
La première de l'opéra qui inspira Vroubel, eut lieu à l'opéra privé de Savva Mamontov, le 21 décembre 1900. Vroubel créa les esquisses des décors et des costumes, et c'est son épouse Nadejda Zabela-Vroubel qui chanta la partition de la princesse cygne. Selon ses contemporains :

« Sa voix était d'une incomparable légèreté, d'une grande douceur, ... très expressive et colorée, mais toujours calme, ... Et son regard ! Est-il possible de l'avoir vu une seule fois et de ne pas avoir été séduit pour la vie ? Ses grands yeux, ce sourire féminin captivant qui invite et questionne. Et cette silhouette mince et souple, ... »

— Mikhaïl Gnessine
Mais on ne trouvera pas de liens directs entre les traits du visage qui figurent sur la toile et ceux de Nadejda Zabela-Vroubel sur la photo prise lors de la représentation à l'opéra. Les visages sont tout à fait différents. Le critique d'art Nikolaï Prakhov (1873-1957) a trouvé, quant à lui, dans ce visage du tableau des ressemblances avec sa propre sœur Elena Prakhov (1849-1927). Il est possible que Vroubel ait représenté la princesse cygne en mêlant les traits de son épouse et ceux de sa fille Émilia (1849-1927) ou peut-être aussi ceux d'une femme aimée,.

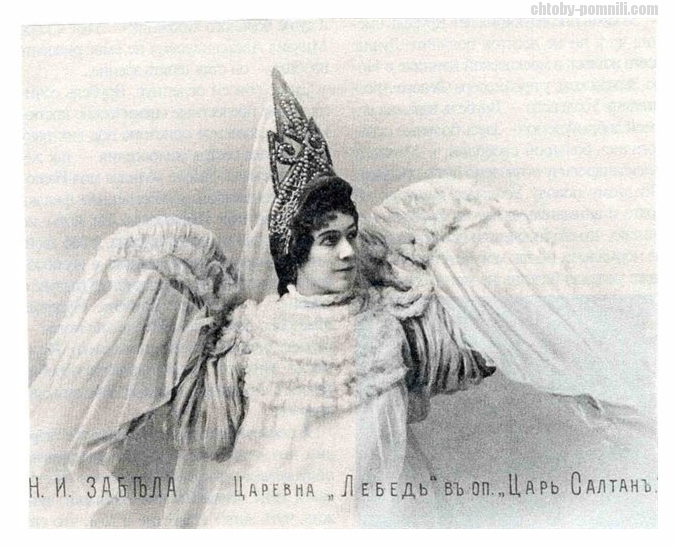
Nadejda Zabela-Vroubel en costume de princesse-cygne.

L'artiste a réalisé ce tableau à la ferme de parents, liés à la famille de Nikolaï Gay près de la gare de Pliski dans l'Oblast de Tchernihiv, durant l'été de l'année 1900.
Le tableau est entré dans la collection de la Galerie Tretiakov en 1910 par un legs de M. A. Morossov. Il figure dans le livre d'inventaire de ce musée sous le numéro J-42. Deux esquisses du tableau se trouvent au Musée russe.

## Descriptif

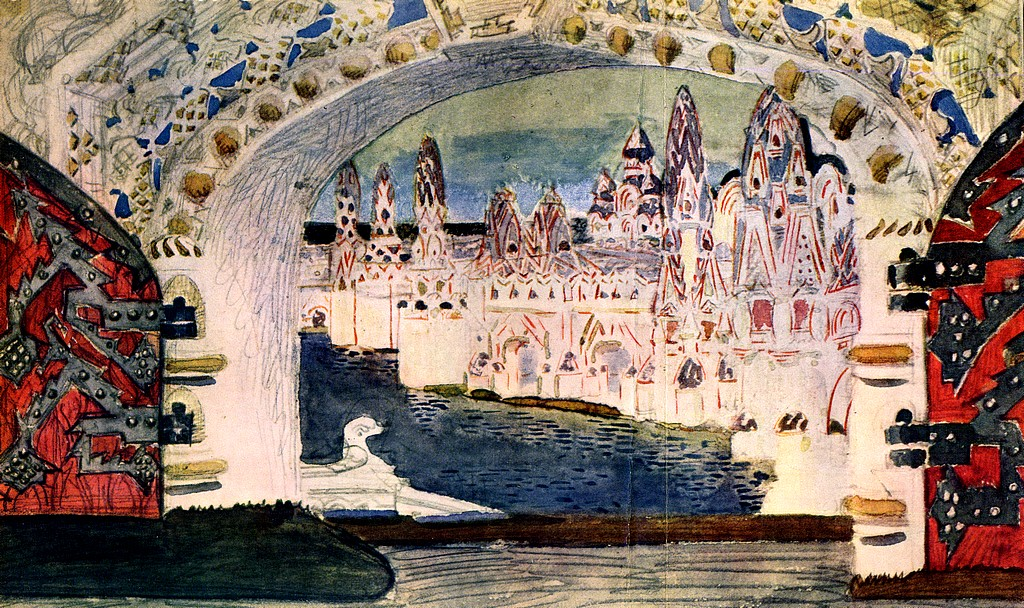
la ville de Ledenets parmi les décors de Vroubel.

Le visage de la princesse de la toile de Vroubel est secret, énigmatique et triste aussi. Le fond du tableau représente un crépuscule sur la mer, avec à l'horizon une étroite bande de lumière là où le soleil se couche ainsi qu'une ville dans le lointain (la ville de Ledenets réalisée par Vroubel pour le décor de l'opéra).
« Mais le tableau n'est pas un simple portrait d'actrice en costume. C'est le mythe enchanteur de la beauté sublime et de sa manifestation dans le monde qui est représenté. Dans l'esthétique symboliste, le cygne personnifie l'inspiration qui peut élever l'âme et l'entraîner jusqu'à la connaissance des secrets et des mystères de la vie. Le peintre donne des traits démoniaques à cette princesse cygne qui possède une double nature. Le cygne incarne en effet deux éléments : l'un froid et sombre comme l'eau du lac, l'autre clair et lumineux comme le ciel vers lequel il s'envole. Le peintre tente de saisir l'instant où la jeune fille se transforme en cygne, par une merveilleuse métamorphose de ses formes, sous les rayons du soleil couchant. L'instant insaisissable où l'image de princesse la quitte et devient irréelle. »  

## Appréciation
Alexandre Blok aimait beaucoup ce tableau et conservait toujours une copie de celui-ci dans son cabinet de Chakhmatovo. Il lui a inspiré un grand poème dont le sous-titre était Vroubel.